# Dasyprocta leporina
El agutí brasileño o agutí de caderas rojas (Dasyprocta leporina) es una especie de roedor histricomorfo de la familia Dasyproctidae, propia de Sudamérica. Habita en los bosques de Colombia, Venezuela, Guyana, Guayana francesa, Brasil Trinidad y Tobago y las Antillas Menores. También se ha introducido en las Islas Vírgenes. En Brasil se le denomina cutia (IPA: ku'tʃia). En Venezuela se le conoce como picure.

## Características
Pesa entre 2,1 y 5,9 kg. Miden 47 a 65 cm de largo con una cola de 1 a 3 cm. Su pelo es castaño en la parte anterior y anaranjado a rojizo en la parte posterior. Las patas anteriores tienen 4 dedos, las posteriores tres.

## Historia natural
Necesitan para alimentarse un territorio de 3 a 8 hectáreas, el cual defienden en pareja. Se alimentan de frutos, semillas, hierbas, brotes y tubérculos. Sus hábitos son preferencialmente diurnos.  Excavan madrigueras de hasta 60 cm de profundidad con varias cámaras y galerías y las cubren con ramas y hojas.
Su período de gestación dura 104 días y nacen, en cada parto, entre 1 a 3 crías.